# Turn Me On (chanson de David Guetta)
Pour les articles homonymes, voir Turn Me On.
Singles de David Guetta
Metropolis
(2012) I Can Only Imagine
(2012)
Singles par Nicki Minaj
Dance (A$$)
(2011) Give Me All Your Luvin'
(2012)
Pistes de Nothing but the Beat
Stupid Hoe
(19) Va Va Voom
(21)
Turn Me On est une chanson de David Guetta. Extrait de son 5e album studio Nothing but the Beat. On[Qui ?] retrouve la collaboration sur ce titre de la rappeuse Nicki Minaj. La chanson a été écrite par Ester Dean, David Guetta et Giorgio Tuinfort. Turn Me On est le 5e single officiel de l'album Nothing but the Beat. La chanson a reçu globalement des bonnes critiques,. Le 13 décembre 2011, le titre sort dans les radios américaine, et entre dans le classement U.S. Top 40/Mainstream,. David Guetta décroche son tout premier numéro un aux États-Unis grâce à ce titre, idem pour la rappeuse Nicki Minaj.

## Genèse
Turn Me On est écrite par Ester Dean, David Guetta et Giorgio Tuinfort. Lors d'un interview de David Guetta pour le magazine américain Billboard : "Je suis tellement fier de ce que fait Nicki sur cette chanson parce que tout le monde la connait pour son rap. Le monde va être surpris".

## Performance dans les hit-parades
Turn Me On est le titre le plus téléchargé aux États-Unis avec 198 000 téléchargements la 2e semaine de janvier 2012.
Dans le classement UK Singles Chart, la chanson entre à la 20e place, bien que Little Bad Girl, le second single de David Guetta, soit entré directement à la 18e place. Aux États-Unis, le titre Turn Me On débute à la 37e place dans le Billboard Hot 100.

## Clip vidéo
Le clip est tourné en novembre 2011 par Sanji. Il a été dévoilé le 31 janvier 2012, et utilise les mêmes décors que le clip de Judas par Lady Gaga. Le clip est diffusé avec la signalétique déconseillé aux moins de 10 ans au cours de la journée sur Direct Star .

## Live performances
David Guetta et Nicki Minaj se sont représentés ensemble pour les American Music Awards édition 2011 pendant la cérémonie d'ouverture. Le duo était ensemble pour le titre Turn Me On. Nicki Minaj a ensuite chanté son titre Super Bass extrait de son premier album Pink Friday, sur le son de Sweat de Snoop Dogg remixé par David Guetta.
Elle sert de thème secondaire pour le show de catch WrestleMania XXVIII.

## Liste des pistes
- Digital EP

1. "Turn Me On" (Michael Calfan Remix) – 5:43
2. "Turn Me On" (Laidback Luke Remix) – 5:08
3. "Turn Me On" (Sidney Samson Remix) – 5:54
4. "Turn Me On" (JP Candela Remix) – 7:02
5. "Turn Me On" (Sabastien Drums Remix) – 6:19
6. "Turn Me On" (Extended) – 4:37

- CD single

1. "Turn Me On" (Original Version) – 3:19
2. "Turn Me On" (Michael Calfan Remix) – 5:43
3. "Turn Me On" (Laidback Luke Remix) – 5:08
4. "Turn Me On" (Sidney Samson Remix) – 5:54
5. "Turn Me On" (JP Candela Remix) – 7:02
6. "Turn Me On" (Sabastien Drums Remix) – 6:19
7. "Turn Me On" (Extended Version) - 4:37

## Classements et certifications
| Classement (2011–2012)                       | Meilleure position |
| -------------------------------------------- | ------------------ |
| Australie (ARIA)                             | 3                  |
| Autriche (Ö3 Austria Top 40)                 | 7                  |
| Belgique (Flandre Ultratop 50 Singles)       | 23                 |
| Belgique (Wallonie Ultratop 50 Singles)      | 10                 |
| Canada (Canadian Hot 100)                    | 3                  |
| Danemark (Tracklisten)                       | 30                 |
| Finlande (Suomen virallinen lista)           | 17                 |
| France (SNEP)                                | 5                  |
| France (Club 40)                             | 7                  |
| Allemagne (Media Control AG)                 | 10                 |
| Hongrie (Rádiós Top 40)                      | 35                 |
| Irlande (IRMA)                               | 4                  |
| Nouvelle-Zélande (RMNZ)                      | 2                  |
| Norvège (VG-lista)                           | 15                 |
| Écosse (OCC)                                 | 9                  |
| Espagne (PROMUSICAE)                         | 30                 |
| Suède (Sverigetopplistan)                    | 29                 |
| Suisse (Schweizer Hitparade)                 | 14                 |
| Royaume-Uni (UK Dance Chart)                 | 2                  |
| Royaume-Uni (UK Singles Chart)               | 8                  |
| États-Unis Billboard Hot 100                 | 4                  |
| États-Unis Pop Songs (Billboard)             | 4                  |
| États-Unis Hot Dance Club Songs (Billboard)  | 1                  |
| États-Unis Hot R&B/Hip-Hop Songs (Billboard) | 94                 |
| États-Unis Adult Pop Songs (Billboard)       | 37                 |
| États-Unis Latin Pop Songs (Billboard)       | 36                 |

| Pays                 | Certifications |
| -------------------- | -------------- |
| Australie ARIA       | 2 × Platine    |
| Autriche (IFPI)      | Or             |
| États-Unis (RIAA)    | 2 × Platine    |
| Nouvelle-Zélande RIA | Or             |
| Suisse (IFPI)        | 2 × Platine    |

## Historique de sortie
| Pays             | Date             | Format                               |
| ---------------- | ---------------- | ------------------------------------ |
| États-Unis       | 13 décembre 2011 | Airplay                              |
| Norvège          | 27 janvier 2012  | Téléchargement digital - Remixes EP, |
| Finlande         | 27 janvier 2012  | Téléchargement digital - Remixes EP, |
| Suisse           | 27 janvier 2012  | Téléchargement digital - Remixes EP, |
| Italie           | 27 janvier 2012  | Téléchargement digital - Remixes EP, |
| Autriche         | 27 janvier 2012  | Téléchargement digital - Remixes EP, |
| Pays-Bas         | 27 janvier 2012  | Téléchargement digital - Remixes EP, |
| France           | 30 janvier 2012  | Téléchargement digital - Remixes EP, |
| Luxembourg       | 30 janvier 2012  | Téléchargement digital - Remixes EP, |
| Suède            | 30 janvier 2012  | Téléchargement digital - Remixes EP, |
| Singapour        | 30 janvier 2012  | Téléchargement digital - Remixes EP, |
| Portugal         | 30 janvier 2012  | Téléchargement digital - Remixes EP, |
| Nouvelle-Zélande | 30 janvier 2012  | Téléchargement digital - Remixes EP, |
| Espagne          | 21 janvier 2012  |                                      |
| États-Unis       | 14 février 2012  | Téléchargement digital - Remixes EP  |
| Allemagne        | 9 mars 2012      | CD single                            |